# Golden Child
Golden Child (hangul: 골든 차일드) es una boy band surcoreana formada en el 2017 por la agencia de Woollim Entertainment. El grupo está compuesto por dos miembros: Lee Jangjun y Hong Joochan. Originalmente era un grupo de 11 integrantes, pero Park Jaeseok salió del grupo en enero de 2018. Son Youngtaek, Kim Jibeom y Choi Bomin abandonaron el grupo en agosto de 2024, Lee Daeyeol, Kim Donghyun, Bong Jaehyun, Bae Seungmin y Choi Sungyoon abandonaron la empresa y el grupo el 27 de diciembre de 2024. Debutaron en 28 de agosto de 2017 con su primer extended play, Gol-Cha!.
El nombre Golden Child se refiere a un niño perfecto que sólo aparece una vez cada 100 años. Se espera que ellos conduzcan la industria de la música coreana durante 100 años y también lideren la tendencia musical de los próximos 100 años.

## Historia

### 2017: W Project, 2017 Woollim Pick y Gol-cha!
En enero de 2017, Woollim Entertainment anunció el W Project, un canal de música para que los aprendices Woollim puedan lanzar música antes de su debut.
| W Project | W Project   | W Project                               | W Project                        | W Project             | W Project                            |
| Orden     | Lanzamiento | Título                                  | Artista(s)                       | Fecha de lanzamiento  | Notas                                |
| --------- | ----------- | --------------------------------------- | -------------------------------- | --------------------- | ------------------------------------ |
| 01        | Sencillo    | "No One Like You" (너 같은 사람 없더라) | Joo Chan, So Yoon                | 20 de enero de 2017   | Yoon So Yoon es una Woollim trainee. |
| 02        | Sencillo    | "Drought" (가뭄)                        | Jang Jun, Young Taek (feat. BéE) | 13 de febrero de 2017 | BéE es integrante del grupo Rphabet. |
| 03        | Videografía | Performance de baile                    | Dae Yeol, Jae Seok, Dong Hyun    | 31 de marzo de 2017   |                                      |

Más tarde, Golden Child aparecieron en su primera telerrealidad 2017 Woollim Pick, en la que Sung Yeol (INFINITE) y Oh Hyun Min fueron los presentadores.
El 28 de agosto de 2017, el grupo debutó oficialmente con su primer miniálbum Gol-cha! y su pista del título DamDaDi.
El 17 de septiembre de 2017, el primer miniálbum de Golden Child Gol-Cha! ha alcanzado el número uno en el chart diario más grande de música de Japón, Tower Records.

### 2018-presente: La salida de Jaeseok y el segundo EPMiracle
El 7 de enero de 2018, Woollim Entertainment anunció que Jaeseok se ha ido del grupo debido a razones de salud.
- El 16 de enero de 2018, Woollim Entertainment anunció el primer regreso del grupo después de su debut en el 2017.[7]

El 29 de enero de 2018, el segundo miniálbum del grupo Miracle fue desvelado y Golden Child realizó un showcase.
El 27 de agosto de 2024, se reveló que Jibeom, Bomin y TAG decidieron salir del grupo al no volver a renovar sus contratos con su empresa Woolim Entertaiment. 

## Miembros
| Golden Child     | Golden Child     | Golden Child         | Golden Child         | Golden Child                  | Golden Child                      | Golden Child        |
| Nombre artístico | Nombre artístico | Nombre de nacimiento | Nombre de nacimiento | Fecha de nacimiento           | Lugar de nacimiento               | Posición            |
| Romanización     | Hangul           | Romanización         | Hangul               | Fecha de nacimiento           | Lugar de nacimiento               | Posición            |
| ---------------- | ---------------- | -------------------- | -------------------- | ----------------------------- | --------------------------------- | ------------------- |
| Jangjun          | 장준             | Lee Jang Jun         | 이장준               | 3 de marzo de 1997 (28 años)  | Hwaseong, Gyeonggi, Corea del Sur | Rapero principal    |
| Joochan          | 주찬             | Hong Joo Chan        | 홍주찬               | 31 de julio de 1999 (25 años) | Seúl, Corea del Sur               | Vocalista principal |

### Exmiembros
| Nombre artístico | Nombre artístico | Nombre de nacimiento | Nombre de nacimiento | Fecha de nacimiento               | Lugar de nacimiento                            | Posición | Fecha de salida         |
| Romanización     | Hangul           | Romanización         | Hangul               | Fecha de nacimiento               | Lugar de nacimiento                            | Posición | Fecha de salida         |
| ---------------- | ---------------- | -------------------- | -------------------- | --------------------------------- | ---------------------------------------------- | -------- | ----------------------- |
| Jaeseok          | 재석             | Park Jae Seok        | 박재석               | 20 de noviembre de 1995 (29 años) | Cheongju, Chungcheong del Norte, Corea del Sur |          | 7 de enero de 2018      |
| TAG              | 태그             | Son Young Taek       | 손영택               | 13 de abril de 1998 (27 años)     | Jeonju, Jeolla del Norte, Corea del Sur        |          | 27 de agosto de 2024    |
| Jibeom           | 지범             | Kim Ji Beom          | 김지범               | 3 de febrero de 1999 (26 años)    | Seúl, Corea del Sur                            |          | 27 de agosto de 2024    |
| Bomin            | 보민             | Choi Bo Min          | 최보민               | 24 de agosto de 2000 (24 años)    | Yongin, Gyeonggi, Corea del Sur                |          | 27 de agosto de 2024    |
| Daeyeol          | 대열             | Lee Dae Yeol         | 이대열               | 11 de febrero de 1993 (32 años)   | Yongin, Gyeonggi, Corea del Sur                |          | 27 de diciembre de 2024 |
| Y                | 와이             | Choi Sung Yoon       | 최성윤               | 31 de julio de 1995 (29 años)     | Changwon, Gyeongsang del Sur, Corea del Sur    |          | 27 de diciembre de 2024 |
| Seungmin         | 승민             | Bae Seung Min        | 배승민               | 13 de octubre de 1998 (26 años)   | Gwangju, Corea del Sur                         |          | 27 de diciembre de 2024 |
| Jaehyun          | 재현             | Bong Jae Hyun        | 봉재현               | 4 de enero de 1999 (26 años)      | Seúl, Corea del Sur                            |          | 27 de diciembre de 2024 |
| Donghyun         | 동현             | Kim Dong Hyun        | 김동현               | 23 de febrero de 1999 (26 años)   | Seúl, Corea del Sur                            |          | 27 de diciembre de 2024 |

## Discografía

### Álbumes de estudio
| Título       | Detalles del álbum | Posiciones en gráficos | Ventas         |
| Título       | Detalles del álbum | COR                    | Ventas         |
| ------------ | --- | ---------------------- | -------------- |
| Re-Boot      | - Lanzamiento: 18 de noviembre de 2019 - Discográfica: Woollim Entertainment, CJ E&M - Formatos: CD, Descarga digital | 22                     | - COR: 14,091  |
| Game Changer | - Lanzamiento: 2 de agosto de 2021 - Discográfica: Woollim Entertainment, CJ E&M - Formatos: CD, Descarga digital     | 7                      | - COR: 148,177 |

### EP
| Gol-Cha!                                                                                    | - Lanzamiento: 28 de agosto de 2017 - Discográfica: Woollim Entertainment, CJ E&M - Formatos: CD, Descarga digital  | 9  | - COR: 27,808 |
| Miracle (기적)                                                                              | - Lanzamiento: 29 de enero de 2018 - Discográfica: Woollim Entertainment - Formatos: CD, Descarga digital           | —  |               |
| WISH                                                                                        | - Lanzamiento: 28 de octubre de 2018 - Discográfica: Woollim Entertainment, CJ E&M - Formatos: CD, Descarga digital | 9  | * COR: 27,808 |
| Take A Leap                                                                                 | - Lanzamiento: 23 de junio de 2020 - Discográfica: Woollim Entertainment, CJ E&M - Formatos: CD, Descarga digital   | 22 | * COR: 31,028 |
| YES.                                                                                        | - Lanzamiento: 25 de enero de 2021 - Discográfica: Woollim Entertainment, CJ E&M - Formatos: CD, Descarga digital   | 9  | * COR: 74,863 |
| AURA                                                                                        | - Lanzamiento: 8 de agosto de 2022 - Discográfica: Woollim Entertainment, CJ E&M - Formatos: CD, Descarga digital   | 15 | * COR: 80,499 |
| «—» denota los lanzamientos que no han sido publicados o no se han publicado en esa región. | |    |               |

### Sencillos
| DamDaDi                                                                                     | 2017 | — | N/A | Gol-Cha! |
| «—» denota los lanzamientos que no han sido publicados o no se han publicado en esa región. |      |   |     |          |

### Bandas sonoras
| Love Letter                                                                                 | 2017 | — | 20th Century Boy and Girl OST Part. 3 |
| «—» denota los lanzamientos que no han sido publicados o no se han publicado en esa región. |      |   |                                       |

## Filmografía

### Programas de televisión
| Año  | Canal          | Título                 | Notas                                  |
| ---- | -------------- | ---------------------- | -------------------------------------- |
| 2017 | Mnet           | 2017 Woollim Pick      | El primer reality show de Golden Child |
| 2017 | Naver / V Live | Ring It! Golden Child! | Al aire todos los Martes               |
| 2017 | MBC Every 1    | Weekly Idol            | Al aire el 13/09/2017                  |
| 2017 | Arirang TV     | After School Club      | Al aire el 26/09/2017                  |

## Conciertos y Fan-meeting
- Primer concierto guerrilla

| Fecha              | Ciudad, País        | Lugar           | Notas  |
| ------------------ | ------------------- | --------------- | ------ |
| 9 de julio de 2017 | Seúl, Corea del Sur | COEX Live Plaza | [ 19 ] |

- El showcase debut de Golden Child

| Fecha                | Ciudad, País        | Lugar                         | Presentadores               | Notas         |
| -------------------- | ------------------- | ----------------------------- | --------------------------- | ------------- |
| 28 de agosto de 2017 | Seúl, Corea del Sur | Blue Square Samsung Card Hall | Lee Sung Yeol y Oh Hyun Min | [ 20 ] [ 21 ] |

## Premios y nominaciones
| Año  | Premio                  | Categoría                     | Nominado     | Resultado |
| ---- | ----------------------- | ----------------------------- | ------------ | --------- |
| 2017 | Mnet Asian Music Awards | Mejor Nuevo Artista Masculino | Golden Child | Nominado  |
| 2017 | Mnet Asian Music Awards | Qoo10 Artista del Año         | Golden Child | Nominado  |
| 2018 | Seoul Music Awards      | Mejor Nuevo Artista           | Golden Child | Nominado  |
| 2018 | Seoul Music Awards      | Premio a la popularidad       | Golden Child | Nominado  |
| 2018 | Seoul Music Awards      | Premio Espeical Hallyu        | Golden Child | Nominado  |